# 鄒元標
鄒元標（1551年—1624年），字爾瞻，號南皋。江西吉水縣縣城小東門鄒家人，明代東林黨首領之一，與趙南星、顧憲成號為“三君”。

## 生平
鄒元標幼有神童之誉，九歲通《五經》，萬曆元年（1573年）舉江西鄉試第五十六名。萬曆五年（1577年）登丁丑科進士。入刑部觀察政務，與伍惟忠友好，為人敢言，勇於抨擊時弊，九月二十六日，张居正父亲病死，首輔張居正居喪不丁憂，元標三次上疏反對“奪情”，“以奔丧为常事而不屑为”根本与禽彘无异，結果被當場廷杖八十，發配貴州，潛心鑽研理學。張居正死後，經孫繼先舉薦，恢復官職，擔任吏科給事中，隨後彈劾罷免了罷禮部尚書徐學謨、南京戶部尚書張士佩；他又多次上疏改革吏治，觸犯了皇帝，被皇帝視為「訕君賣直」，再次遭到貶謫，降南京吏部員外郎。元標稱病告歸，後曾起用為本部郎中，不赴，居家講學近三十年。
泰昌元年（1620年）十二月，明熹宗起用鄒元標為刑部右侍郎。他在萬曆年間以強直著稱，但家居數十年被起用後為人轉而和易，因而受到輿論疑惑，而他則笑言說「大臣與言官不一樣。風裁踔絕，那是言官的職事。大臣非大利害，應當護持國體，怎能像少年般沖動呢？」。
天啟元年（1621年）十二月，升任吏部左侍郎，旋即又擢為左都御使。任內，鄒元標上書要求加強地方官員品格能力審核，得到明熹宗稱讚「覽奏吏治民風，詳明剴切，若各巡按官能著實舉行，天下豈有不治」；考察地方官員時，元標抱持著「去留惟公」的態度，并批評屬下中辦事有爭議的御史；推薦了塗宗浚、李邦華、汪應蛟、吳達可、岳元聲等名臣；又曾進言協助平反張居正，鄒元標說「江陵功在社稷，过在身家，国家之议，死而后已，谓之社稷之臣，奚愧焉?」，最後使其复官复荫。後來，因魏忠贤亂政求去。
天啓四年（1624年），鄒元標在家病逝。明年，御史張訥請毀天下講壇，賣力詆譭元標，魏忠賢於是偽造聖旨把他削籍奪官。崇禎初年，在學生李邦華等廷臣力請下得到平反，追贈太子太保、吏部尚書，賜謚忠介。

## 著作
著有《願學集》8卷、《太平山居疏稿》4卷、《日新篇》2卷、《仁丈會語》4卷、《禮記正議》6卷、《四書講義》2卷、《 工書選要》11卷、《鄒南皋語義合編》4卷。

## 家族
曾祖父鄒純傑；祖父鄒廷俸；父親鄒潮。母羅氏。慈侍下。兄元梅、元楫。弟元柱、元杞、元梯、元楹、元校。有子鄒德淇。
兄鄒元梅，字汝先，號春臺，聞弟元標言閣臣张居正事，相傳已毙杖下，元梅：吾弟非死杖下者。歲大水，与母居颓垣中，諸郡縣啓之以關說，佐菽水，坚不肯往。被知縣陳玉輝称为笃行君子。

## 延伸阅读
[在维基数据编辑]
 《明史卷二百四十三》，出自《明史》